# Traités de Poznań
Les traités de Poznań  sont deux accords signés en décembre 1806 à Poznań (dans l'ouest de l'actuelle Pologne) qui, d'une part, mettent fin à la guerre entre la France et la Saxe (alliée de la Prusse) après la défaite de cette dernière lors de la guerre de la Quatrième Coalition et, d'autre part, règlent l'accession des duchés saxons à la confédération du Rhin. 

## Contexte
La guerre de la Quatrième Coalition est marquée par la campagne de Saxe qui, après les victoires françaises d'Iéna et d'Auerstaedt (14 octobre 1806), aboutissent à la défaite prussienne et constituent le prélude à la campagne de Pologne contre les Russes.
Deux traités sont signés à Poznań (à mi-chemin entre Berlin et Varsovie) où Napoléon Ier est arrivé le 27 novembre afin de rejoindre la Grande armée en Pologne. Il y reçoit un accueil triomphal par la population et les dignitaires de la ville. Le même jour, les Russes quittent les lieux avant que le lendemain, Murat et ses troupes fassent leur entrée à Varsovie.

## Traité entre la France et la Saxe électorale
Le premier traité de Poznań est signé le 11 décembre 1806. Conséquemment à la paix conclue avec la France, la Saxe électorale doit adhérer à la confédération du Rhin créée le 12 juillet précédent et devient un royaume. Le prince-électeur de Saxe règne dès lors comme roi de Saxe sous le nom de Frédéric-Auguste Ier. 
Les religions catholique et protestante sont considérées sur un pied d'égalité et leurs fidèles jouissent des mêmes droits civils et politiques. L'empereur des Français s'engage à céder au roi de Saxe le cercle de Cottbus; tandis qu'en échange, le roi de Saxe cédera au prince qui sera désigné comme roi d'Italie un territoire en Thuringe situé entre les principautés d'Eichsfeld et d'Erfurt d'une superficie équivalente à celle du cercle de Cottbus. La Saxe doit fournir un contingent militaire de 20 000 hommes en temps de guerre. Elle ne peut donner passage à aucune troupe militaire de puissances étrangères à la Confédération. Toute contribution cesse dès la signature du traité. Les ratifications seront échangées à Dresde endéans des dix jours.

## Traité entre la France et les duchés saxons
Le second traité de Poznań est signé le 15 décembre 1806 entre la France et les cinq duchés saxons : Saxe-Weimar, Saxe-Gotha-Altenbourg, Saxe-Meiningen, Saxe-Hildburghausen et Saxe-Cobourg-Saalfeld. Ces cinq duchés entrent dans la confédération du Rhin. 
Les cinq souverains des duchés siègent désormais dans le collège des princes ; leur rang étant déterminé par la Diète. Ils ne peuvent laisser passer aucune troupe militaire en leurs états. Les cultes catholique et luthérien sont traités à égalité. En cas de guerre, l'ensemble du contingent militaire des duchés est fixé à 2 800 hommes d'infanterie et réparti respectivement comme suit : 800 hommes pour la Saxe-Weimar, 1 100 hommes pour la Saxe-Gotha, 300 hommes pour la Saxe-Meiningen, 200 hommes pour la Saxe-Hildburghausen et 400 hommes pour la Saxe-Cobourg. Les ratifications seront échangées à Berlin endéans les quinze jours.